# La Machine à explorer le temps (film, 2002)
Pour plus de détails, voir Fiche technique et Distribution.
La Machine à explorer le temps (The Time Machine) est un film américain réalisé par Simon Wells, sorti en 2002 et tiré du roman de H. G. Wells.

## Synopsis
New York, 1899. Alexander Hartdegen, brillant professeur à l'université Columbia est obsédé avec le voyage à travers le temps. Il croit que c'est théoriquement possible et, dans ses classes à l'université, il entre parfois en conflit avec d'autres professeurs par sa pensée libre. Il maintient une correspondance sur le sujet avec Albert Einstein lui-même, un employé de l'époque à l'office des brevets de Berne, en Suisse.
Une nuit, Alexander se dirige vers le parc où sa fiancée Emma l'attend et, en chemin, il s'étonne devant une invention nouvelle : une voiture qui fonctionne, non pas avec des chevaux, mais grâce à un moteur. De plus, il se rend compte que le conducteur n'a pas mis le frein, il le fait pour éviter un accident. Par cela, il oublie d'acheter un bouquet de fleurs qu'il avait promis à Emma.
Il finit par rejoindre cette dernière, le couple fait une promenade et Alexander s'apprête à demander sa main, en lui offrant une bague en pierre de lune dans Central Park. Mais la demande en mariage est interrompue par un voleur surgissant d'entre les arbustes apostrophant le couple puis sortant un pistolet, il vole le portefeuille, les gants et une montre à gousset à Alexander. Mais quand le voleur essaie de voler la bague de fiançailles au doigt d'Emma, une lutte s'engage entre les trois protagonistes et un coup de feu touche la jeune femme. Le voleur s'enfuyant, Emma meurt rapidement dans les bras de son fiancé.
Détruit, Alexander, reclus dans son laboratoire et obstiné à vouloir changer les choses, construit pendant les quatre années suivantes une machine à explorer le temps, essayant ainsi de trouver la manière de voyager dans le passé pour sauver sa promise. Finalement, Alexander revient quatre ans en arrière jusque dans la soirée où Emma fut tuée. La retrouvant, il évite de faire une promenade dans le parc et choisit cette fois-ci la ville pour lui parler. Comme il a oublié d'acheter le bouquet de fleurs promis, il met cette nouvelle occasion à profit pour aller l'acheter en sa compagnie. Mais pendant qu'il est au magasin, il observe cette voiture motorisée qui l'avait tant surpris qu'elle avance sans conducteur et parce que celle-ci n'a pas de frein, elle effraie à un cheval qui tire une calèche. Cette calèche renverse Emma et elle meurt sous les yeux d'Alexander.
Il se rend alors compte que s'il empêche Emma de mourir d'une manière, une autre arrivera immanquablement, et que quoi qu'il fasse elle mourra.
Désenchanté dans son projet malgré le travail réalisé, il décide d'avancer dans le temps pour vérifier s'il y a une réponse à ce problème dans l'avenir. Il voyage jusqu'au 24 mai 2030, quand la Lune est colonisée par les humains. Il visite la Bibliothèque Publique de New York et parle à Vox 114, un assistant holographique qui lui offre une information sur ce qu'il désire. Alexander, qui a choisi de voyager dans le futur pour en savoir plus sur les voyages dans le temps, s'étonne quand l'unique chose qu'il trouve sont des références aux romanciers comme H. G. Wells, Isaac Asimov ou Harlan Ellison, même certains de ses propres écrits. Mais, la bibliothèque n'a pas d'information sur la théorie du voyage dans le temps. Vox l'assure que cette idée est impossible et que personne ne peut voyager dans le passé.
Frustré, Alexander demande alors à propos de « la machine du temps » et reçoit l'information sur le roman : La Machine à explorer le temps ; et le film de 1960 : La Machine à explorer le temps. Avec ces informations, il repart vers le futur.
Mais soudain, des secousses apparaissent, et il stoppe sa machine au 26 août 2037 et découvre que certaines opérations du sous-sol dans la Lune ont fait que celle-ci s'est scindée en morceaux et que certains tombent sur Terre, transformant la scène urbaine en un champ de ruines. Sa présence alerte deux militaires, qui essaient de l'arrêter, mais après avoir attiré son attention sur la Lune mise en pièces et après leur avoir donné une brève explication sur son actuel état, il commence à se battre avec ceux-ci et réussit à s'échapper. Les militaires ne le poursuivent pas, effrayés par une nouvelle explosion. À nouveau dans la machine, il repart vers le futur, mais il est immédiatement frappé par de très fortes secousses et tombe inconscient, poussant involontairement au maximum le levier. Sa machine n'est alors plus du tout contrôlée et s'emballe, l'emmenant dans une autre ère.
Durant son inconscience, les bâtiments de la ville de New York tombent en poussière, laissant la place à une terre aride et désolée ; puis un grand canyon se creuse dans les alentours dans ce qui fut le quartier de Manhattan. Ensuite une longue période glaciaire ensevelit le site dans un inlandsis ; puis lorsque la glace se retire enfin, elle laisse la place à une plaine verte et boisée.
C'est en cette nouvelle ère clémente qu'il reprend conscience, Alexander arrête alors la machine et l'indicateur révèle que la date est le 16 juillet de l'année 802 701.
Le scientifique découvre que la civilisation humaine a régressé à une civilisation vivant de la chasse et de la récolte, parlant une langue qui lui est incompréhensible. Les membres de cette société simple se nomment eux-mêmes les Éloïs, ces survivants ont construit leurs maisons sur la falaise du canyon de ce qui fut Manhattan. Alexander se fait adopter par eux et commence à s'attacher à Mara et avec certains d'entre eux qui connaissent sa propre langue, qu'ils appellent « la langue des pierres ». Il se rend aussi compte que la Lune est alors brisée en deux avec un anneau de poussière et de roches en orbite autour d'elle. En attendant Alexander s'introduit à la société Éloïe, ils lui montrent une collection de fragments de pierre et des restes de la New York antique, en incluant des restes de Tiffany & Co., de l'Empire State Building et de quelques panneaux de la station du métro « Brooklyn Bridge » - « City Hall ».
En attendant, Alexander révise la machine. Après avoir vu un mémorial des antiquités des Éloïs, Mara lui demande subitement de repartir avec sa machine et d'emporter son jeune frère Kalem avec lui. Cela l'étonne et il s'interroge, ainsi que du fait qu'il n'y a pas de personnes âgées dans la société Éloïe. Tout à coup, les Éloïs sont attaqués par des monstres pâles qui chassent les Éloïs comme du gibier. Un des chasseurs poursuit Alexander, mais il finit par y échapper. Mais Mara est capturée et ils l'emportent sous terre. En essayant de trouver où ils l'ont amenée, quelqu'un dit à Alexander qu'il est possible que « le Fantôme » le sache. Le fantôme n'est qu'autre que Vox 114, l'assistant holographique à qui il avait parlé dans le passé, réduit à l'état d'épave dans une grotte, mais toujours fonctionnel après plus de 8 000 siècles. Il lui apprend que l'espèce humaine se serait scindée en deux espèces distinctes : les Éloïs et les Morlocks. Et avec son aide, Alexander trouve une manière pour entrer dans le royaume souterrain de ces Morlocks. Dans les souterrains, Alexander trouve des objets inquiétants et des restes humains. Il finit par se faire capturer, ils l'introduisent alors dans une chambre sous terre où Mara est retenue comme droguée à l'intérieur d'une cage et où le leader des Morlocks l'attend. Celui-ci lui révèle qu'ils sont organisés dans une société de castes et que chacune d'entre elles a une fonction précise dans la société Morlock. La caste qui dirige et ordonne la société sont des télépathes super-intelligents, comme lui, alors que les chasseurs qui capturent les Éloïs ont été élevés pour être des prédateurs et chasseurs de ceux-ci.
Alexander est révolté par cette situation existant entre les deux espèces post-humaines ; mais le leader du clan des Morlocks lui réplique : « Qui es-tu pour remettre en question huit cent mille ans d'évolution ? »
De la même manière, il lui indique que d'autres clans similaires au sien existent, chacun gouverné par un esprit psychique suprême. Le super-esprit des Morlocks révèle la raison pour laquelle Alexander ne peut pas changer le destin d'Emma : il est coincé dans un paradoxe temporel. La mort d'Emma a été la cause principale qui a amené Alexander à construire la machine du temps, de sorte qu'il ne peut pas utiliser la machine sans que sa mort ne survienne, puisque autrement il n'aurait pas construit la machine. De plus, le leader des Morlocks assure que la machine est à l'origine du malheur qu'Alexander a eu, comme les Morlocks sont à l'origine de ce qui s'est passé avec la race humaine. Alexander apprend que les Morlocks sont les descendants des personnes qui ont décidé de vivre sous terre après que la Lune se disloquait partiellement et que les Éloïs sont, eux, les descendants de ceux qui ont décidé de se maintenir à la surface. Sa machine du temps a été trouvée par les Morlocks et déplacée sous terre.
Le leader des Morlocks a préparé le départ d'Alexander, et lui rend sa machine ainsi que sa montre. Mais au moment de partir, Alexander engage une lutte avec lui dans la machine. Bien que le leader soit plus fort qu'Alexander, ce dernier finit par le bloquer en partie hors de la bulle temporelle de la machine, tout en inversant la machine vers l'avenir. En quelques instants, le leader vieillit rapidement et meurt, tombant en poussière, tandis qu'il s'accroche encore à Alexander. Quand celui-ci réussit à arrêter la machine il découvre qu'il est arrivé jusqu'en l'an 635 427 810, où le paysage est maintenant une étendue désertique désolée sous une lumière rougeâtre, totalement dominée par les Morlocks.
Acceptant qu'il ne pourra jamais sauver Emma, Alexander comprend qu'il ne peut changer le passé mais il peut changer le futur. Il décide donc de détruire les Morlocks pour sauver les Éloïs. Il revient en 802 701 et active la machine pour un voyage dans l'avenir, mais cette fois-ci il ne monte pas dedans, si bien qu'il utilise sa montre à gousset pour bloquer les contrôles. La machine part puis explose, en créant une distorsion dans le temps qui détruit les Morlocks. Sa machine détruite, Alexander commence une nouvelle vie avec Mara, dans ce futur. Avec l'aide de Vox, ils commencent à reconstruire la civilisation humaine avec les Éloïs.
En 1903, huit jours après son départ temporel, son ami David Filby professeur tout comme lui, s'entretient avec la domestique sur l'étrange disparition d'Alexander depuis plusieurs jours. En sortant de la maison, David Filby s'arrête et, conscient qu'Alexander a peut-être enfin trouvé la paix, enlève son chapeau melon et le lance en l'air en sa mémoire.

## Fiche technique
Sauf indication contraire, les informations mentionnées dans cette section peuvent être confirmées par les bases de données cinématographiques IMDb et Allociné,  présentes dans la section « Liens externes ».
- Titre original : The Time Machine
- Titre français : La Machine à explorer le temps
- Réalisation : Simon Wells
- Scénario : John Logan et David Duncan, adapté du roman La Machine à explorer le temps de H. G. Wells
- Musique : Klaus Badelt
- Direction artistique : Christopher Burian-Mohr, Bruce Robert Hill et Donald B. Woodruff
- Décors : Oliver Scholl
- Costumes : Deena Appel et Bob Ringwood
- Photographie : Donald McAlpine et Hiro Narita (seconde équipe)
- Son : Gregg Landaker, David MacMillan, Steve Maslow
- Montage : Wayne Wahrman
- Production : Walter F. Parkes et David Valdes
  - Production déléguée : Arnold Leibovit, Laurie MacDonald et Jorge Saralegui
  - Production associée : David V. Lester
  - Coproduction : John Logan
- Sociétés de production : Dreamworks Pictures, Parkes / MacDonald Image Nation et Warner Bros., en association avec Arnold Leibovit Entertainment
- Sociétés de distribution :  DreamWorks Distribution (États-Unis) ; Warner Bros. (France) ; Fox-Warner (Suisse romande)
- Budget : 80 millions USD[1] ; 122 millions USD[2]
- Pays de production :  États-Unis
- Langue originale : anglais
- Format : couleur (Technicolor) — 35 mm — 2,35:1 (Panavision) — son Dolby Digital / DTS / SDDS
- Genre : science-fiction, fantastique, aventure, action
- Durée : 96 minutes
- Dates de sortie[3] :
  - États-Unis, Québec : 8 mars 2002
  - France, Belgique, Suisse romande : 27 mars 2002[4],[5],[6]
- Classification[7] :
  - États-Unis : accord parental recommandé, film déconseillé aux moins de 13 ans (PG-13 - Parents Strongly Cautioned)[N 1]
  - France : tous publics[8]
  - Belgique : tous publics (Alle Leeftijden)[5]
  - Suisse romande : interdit aux moins de 14 ans[9]
  - Québec : tous publics - déconseillé aux jeunes enfants (G - General Rating)[10]

## Distribution
- Guy Pearce (VF : Tanguy Goasdoué) : le professeur Alexander Hartdegen
- Samantha Mumba (VF : Virginie Ogouz) : Mara
- Jeremy Irons (VF : Jérôme Keen) : Über-Morlock
- Orlando Jones (VF : Xavier Thiam) : Vox
- Omero Mumba (VF : Olivier Martret) : Kalen
- Mark Addy (VF : Frédéric Cerdal) : David Philby
- Sienna Guillory (VF : Véronique Volta) : Emma
- Phyllida Law (VF : Nicole Favart) : madame Watchett
- Max Baker (VF : Vincent Violette) : le voleur
- Doug Jones : un espion Morlock
- Alan Young : le fleuriste

## Production

### Pré-production
En 1999, Steven Spielberg annonce qu'il réalisera une seconde adaptation du roman La Machine à explorer le temps d'H. G. Wells. La famille de Simon Wells se réjouit de le voir participer à l'aventure, alors même qu'ils n'ont plus de droits sur le film puisque ceux-ci ont été vendus quarante ans auparavant. Wells sait que Spielberg ne réalisera finalement pas le film et rencontre Jeffrey Katzenberg pour lui demander s'il peut être nommé à ce poste. En juillet 2000, il entre officiellement en négociation avec DreamWorks pour le réaliser. Wells rencontre Walter F. Parkes, producteur du film, et Laurie MacDonald, productrice déléguée, mais ils ne sont pas convaincus par son approche. Parkes et MacDonald ne veulent pas d'un réalisateur qui n'a jamais dirigé un film avec des acteurs et « désirent trouver quelqu'un qui sait ce qu'ils [les deux producteurs] veulent ». Après avoir essuyé les refus de deux réalisateurs, Parkes et MacDonald reviennent auprès de Wells, acceptent ses idées pour la production du film, et lui donnent leurs accords. Wells affirme qu'au moment où il signe son contrat pour diriger ce film, les différentes ébauches scénaristiques se démarquent déjà fortement de l'ouvrage original.
Le budget est évalué à quatre-vingt millions de dollars. Wells ne désire pas faire une adaptation littérale car « [ce] ne serait pas faire un film très divertissant » ; le roman de son arrière-grand-père est « assez déprimant » ou encore « assez sombre » selon lui,. Il cite le personnage principal qui est « perdu et diminué » avec ses voyages dans le temps ou encore le contexte désolant de certaines parties de l'histoire. Il juge ces éléments incompatibles avec un film d'aventures hollywoodien,.

### Tournage
Le tournage débute en février 2001. Celui-ci se révèle difficile pour Wells,. S'il n'a aucun souci au niveau de la pré-production ou encore de la post-production, qu'il juge assez similaire à ce qu'il a connu dans le cinéma d'animation, il a beaucoup plus de soucis au niveau du tournage et du travail sur le plateau. En juillet 2001, il confie que « Le processus physique, la prise de vue, le travail avec les acteurs, travailler dans les contraintes physiques du processus de prise de vue [ont été] difficiles ». D'ailleurs, il avoue qu'il n'arrive pas à corriger des incohérences dans l'histoire au moment du tournage. Spielberg aide l'équipe de production et propose certaines idées au niveau de l'histoire.

### Départ du réalisateur après un tournage difficile

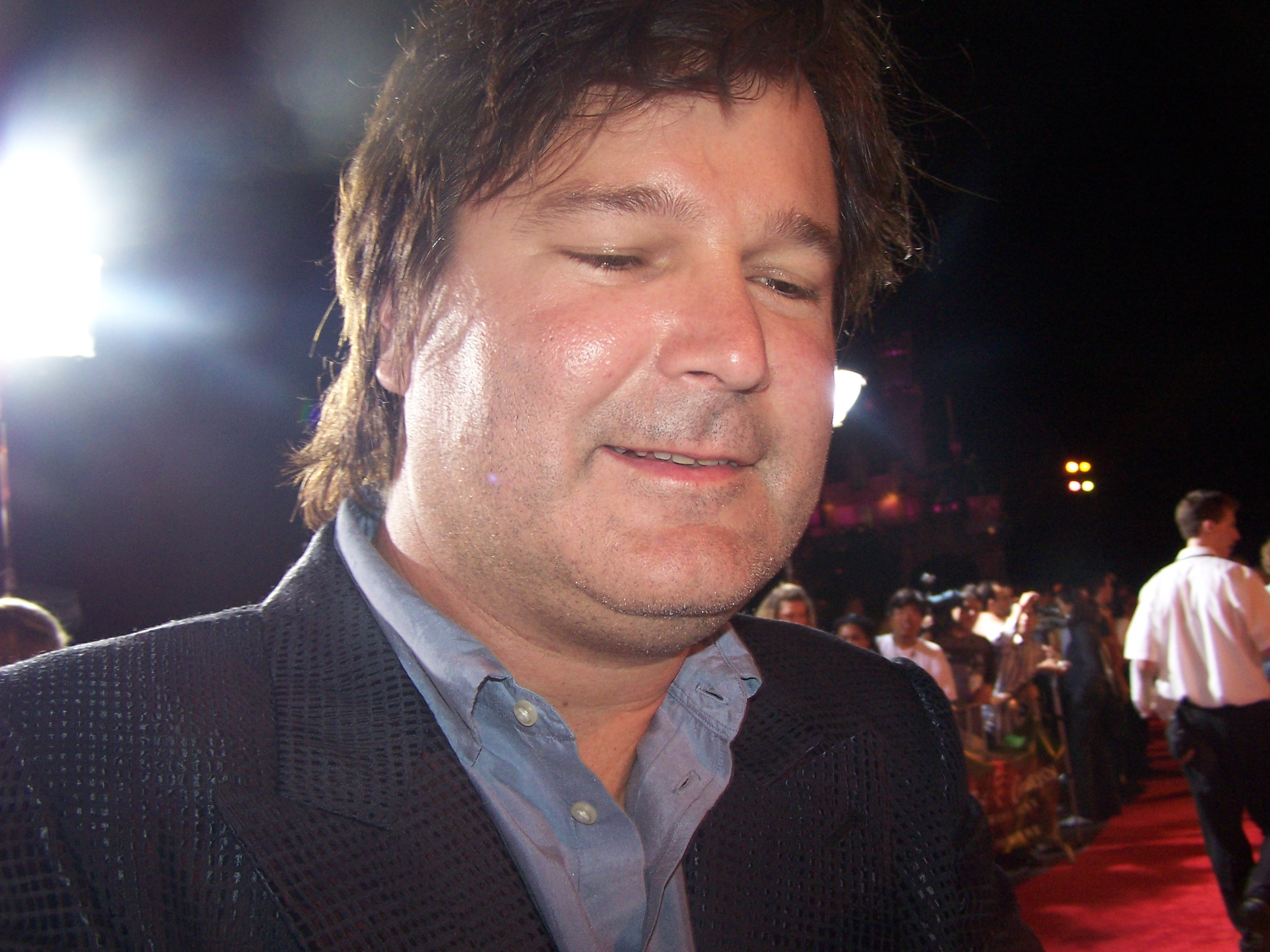
Après le départ de Simon Wells pour raisons de santé, Gore Verbinski (ici en 2004) assure les derniers jours du tournage.

Au mois de mai 2001, pendant le tournage, Simon Wells est victime d'un malaise selon Keith Williams dans son ouvrage H.G. Wells, Modernity and the Movies. Le réalisateur déclare, dans une interview de 2002, qu'il subit une attaque de panique. Il contacte le producteur David Valdes pour l'informer qu'il ne se sent plus apte à poursuivre la réalisation, abandonnant le projet. Alors qu'il reste dix-jours de tournage, il est écarté pour raisons médicales,. DreamWorks déclare, dans un communiqué, que le réalisateur est épuisé, victime plus précisément d'une « extrême fatigue », et que Gore Verbinski le remplace pour les derniers jours de production,. Walter F. Parkes se préoccupe avant tout de la santé de Wells et est heureux de la reprise du projet par Verbinski. En 2002, Wells déclare que la production de La Machine à explorer le temps « [l']a presque tué ».
Dix ans après la fin du tournage, Wells affirme que c'était un « grand film ridicule » et que le projet était trop gros pour ses débuts à la réalisation d'un film en prise de vue réelle.

### Musique
- La Chanson interprétée par Vox n'existe pas ; A place Called Tomorrow est une création de Klaus Badelt.

## Accueil

### Accueil critique
Le film a reçu un accueil critique plutôt défavorable, recueillant 29 % de critiques positives, avec une note moyenne de 4,8/10 et sur la base de 150 critiques collectées, sur le site agrégateur de critiques Rotten Tomatoes. Sur Metacritic, il obtient un score de 42/100 sur la base de 33 critiques collectées.
Il a été nommé pour l'Oscar des meilleurs maquillages et coiffures.

### Box-office
Malgré les critiques, le film a connu un succès commercial modéré, rapportant environ 123 729 000 $ au box-office mondial, dont 56 832 000 $ en Amérique du Nord, pour un budget de 80 000 000 $. En France, il a réalisé 422 398 entrées.

## Distinctions

### Récompenses

#### 2002
- World Soundtrack Awards : découverte de l'année pour Klaus Badelt

#### 2003
- Yoga Awards : pire acteur étranger pour Jeremy Irons

### Nominations

#### 2002
- Golden Schmoes Awards : pire film de l'année
- Rondo Hatton Classic Horror Awards : meilleur film de genre pour Simon Wells

#### 2003
- Italian Online Movie Awards (IOMA) : meilleur maquillage
- Oscars : meilleur maquillage pour John M. Elliott Jr. et Barbara Lorenz

## Éditions en vidéo
En France, le film La Machine à explorer le temps est sorti en DVD le 9 octobre 2002. Par la suite, le film est sorti en VOD le 30 novembre 2011.

## Analyse